# Ligné (Charente)
Pour les articles homonymes, voir Ligné.
Ligné est une commune du sud-ouest de la France, située dans le département de la Charente (région Nouvelle-Aquitaine).
Ses habitants sont les Lignéens et les Lignéennes.

## Géographie

### Localisation et accès
Ligné est une commune du Nord Charente située à 8 km au nord-ouest de Mansle et 31 km au nord d'Angoulême.
Ligné est aussi à 8 km au nord-est d'Aigre, chef-lieu de son canton, 10 km au sud de Villefagnan et 14 km au sud-ouest de Ruffec.
À l'écart des grandes routes, le bourg est desservi par la D 61 qui va d'est en ouest, entre Tusson et Fontenille, et la D 32, nord-sud, qui va de Charmé à Luxé. La D 736, route de Ruffec à Aigre et Rouillac, passe au nord-ouest de la commune à Charmé et Tusson. La N 10 entre Angoulême et Poitiers passe à 7 km à l'est de Ligné.
La gare la plus proche est celle de Luxé, à 4 km, desservie par des TER à destination d'Angoulême, Poitiers et Bordeaux.

### Hameaux et lieux-dits
La commune de Ligné, outre le bourg principal, compte trois hameaux : la Grange, Chez Pauly, Vau Seguin, et la ferme de la Touche.

### Communes limitrophes
|           | Charmé |        |
| Tusson    | Ligné  | Juillé |
| Fouqueure | Luxé   |        |

### Géologie et relief
Géologiquement, la commune est dans le calcaire du Jurassique du Bassin aquitain, comme tout le Nord-Charente. Plus particulièrement, l'Oxfordien au nord et le Kimméridgien au sud (Jurassique supérieur) occupent la surface communale. Le sol est un calcaire argilo-marneux. Des alluvions anciens du Quaternaire bordent la commune à l'est,,.
Le relief de la commune est celui d'une plaine légèrement relevée à l'ouest par quelques hauteurs. Le point culminant est à une altitude de 119 m, situé au bois Monjaud sur la limite ouest. Le point le plus bas est à 52 m, situé le long du Bief sur la limite sud-est. Le bourg est à 70 m d'altitude.

### Hydrographie

#### Réseau hydrographique

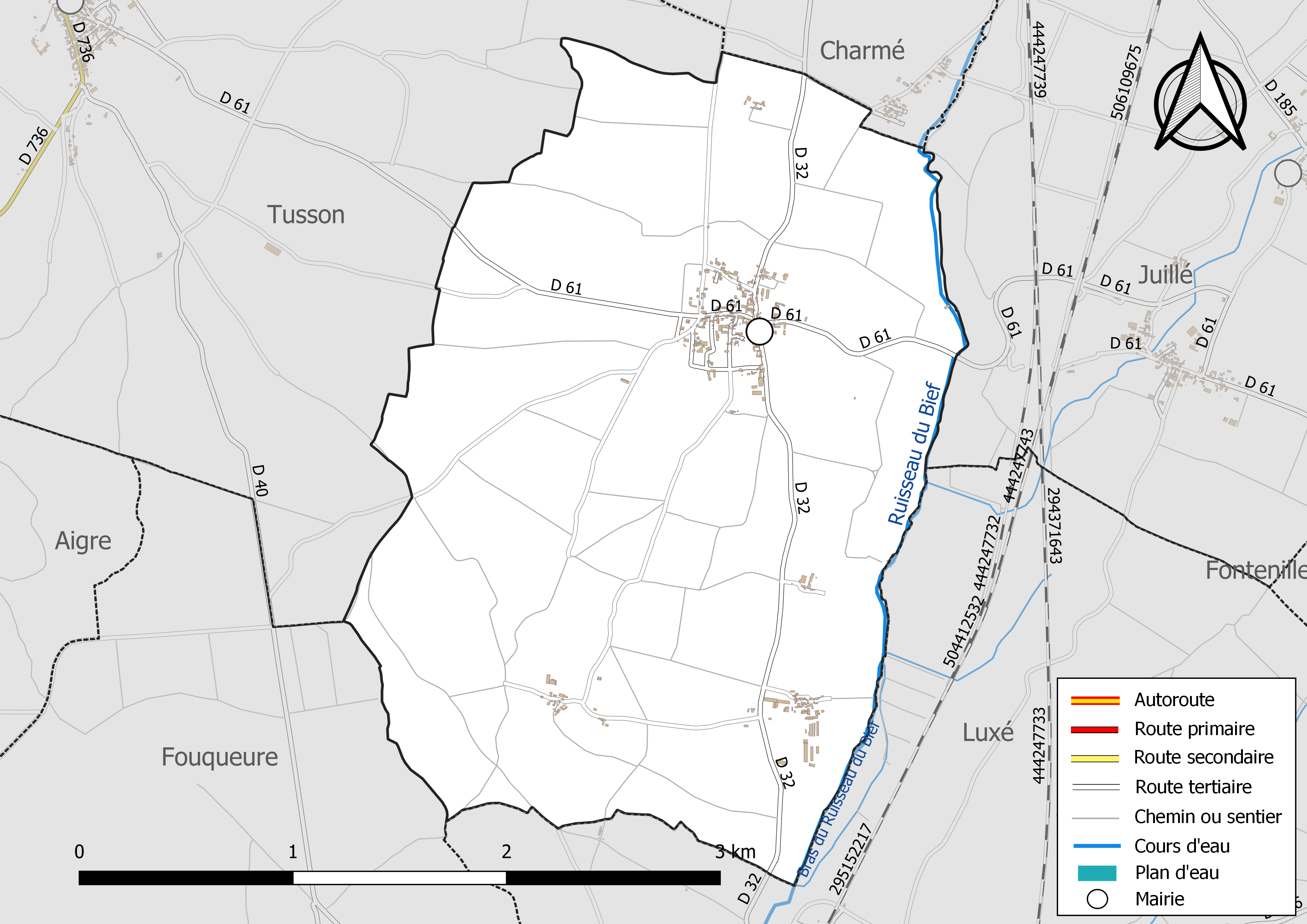
Réseaux hydrographique et routier de Ligné.

La commune est située dans le bassin versant de la Charente au sein  du Bassin Adour-Garonne. Elle est drainée par le ruisseau du Bief et par un petit cours d'eau, qui constituent un réseau hydrographique de 3 km de longueur totale,.
À l'est, un affluent de la Charente, le Bief (parfois aussi appelé ruisseau de Moussac), petit ruisseau qui vient de la commune de Courcôme, sépare Ligné de Juillé et de Luxé. Le Bief est à sec en été en amont du moulin Chauvaud.
À l'ouest, la Fontaine de Frêne est une source captée, au fond d'une combe qui limite la commune à l'ouest. On trouve aussi des fontaines dans quelques hameau et au sud-est du bourg.

#### Gestion des eaux
Le territoire communal est couvert par le schéma d'aménagement et de gestion des eaux (SAGE) « Charente ». Ce document de planification, dont le territoire correspond au bassin de la Charente, d'une superficie de 9 300 km2, a été approuvé le 19 novembre 2019. La structure porteuse de l'élaboration et de la mise en œuvre est l'établissement public territorial de bassin Charente. Il définit sur son territoire les objectifs généraux d’utilisation, de mise en valeur et de protection quantitative et qualitative des ressources en eau superficielle et souterraine, en respect des objectifs de qualité définis dans le troisième SDAGE  du Bassin Adour-Garonne qui couvre la période 2022-2027, approuvé le 10 mars 2022.

### Climat
Comme dans les trois quarts sud et ouest du département, le climat est océanique aquitain.

### Végétation
Ligné est un village à vocation agricole avec un sol fertile (terres de groies, argilo-calcaire, varennes) qui permet la culture des céréales et de la vigne.

## Urbanisme

### Typologie
Au 1er janvier 2024, Ligné est catégorisée commune rurale à habitat dispersé, selon la nouvelle grille communale de densité à 7 niveaux définie par l'Insee en 2022.
Elle est située hors unité urbaine. Par ailleurs la commune fait partie de l'aire d'attraction de Ruffec, dont elle est une commune de la couronne,. Cette aire, qui regroupe 30 communes, est catégorisée dans les aires de moins de 50 000 habitants,.

### Occupation des sols
L'occupation des sols de la commune, telle qu'elle ressort de la base de données européenne d’occupation biophysique des sols Corine Land Cover (CLC), est marquée par l'importance des territoires agricoles (87,3 % en 2018), une proportion sensiblement équivalente à celle de 1990 (87,5 %). La répartition détaillée en 2018 est la suivante : 
terres arables (76,4 %), forêts (9,5 %), zones agricoles hétérogènes (6,6 %), cultures permanentes (4,3 %), zones urbanisées (3,2 %). L'évolution de l’occupation des sols de la commune et de ses infrastructures peut être observée sur les différentes représentations cartographiques du territoire : la carte de Cassini (XVIIIe siècle), la carte d'état-major (1820-1866) et les cartes ou photos aériennes de l'IGN pour la période actuelle (1950 à aujourd'hui).

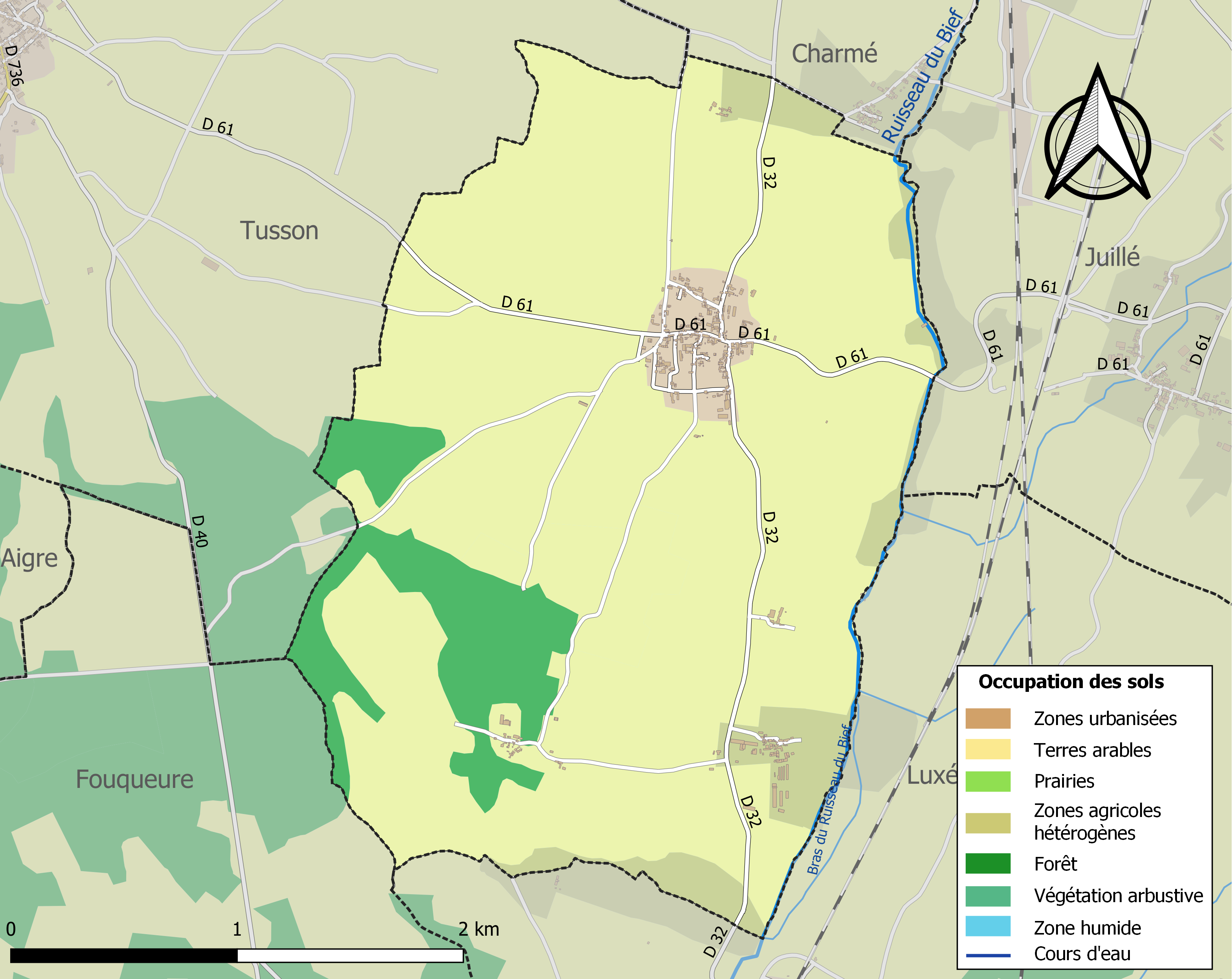
Carte des infrastructures et de l'occupation des sols de la commune en 2018 (CLC).

### Risques majeurs
Le territoire de la commune de Ligné est vulnérable à différents aléas naturels : météorologiques (tempête, orage, neige, grand froid, canicule ou sécheresse) et séisme (sismicité modérée). Il est également exposé à un risque technologique, le transport de matières dangereuses. Un site publié par le BRGM permet d'évaluer simplement et rapidement les risques d'un bien localisé soit par son adresse soit par le numéro de sa parcelle.

#### Risques naturels

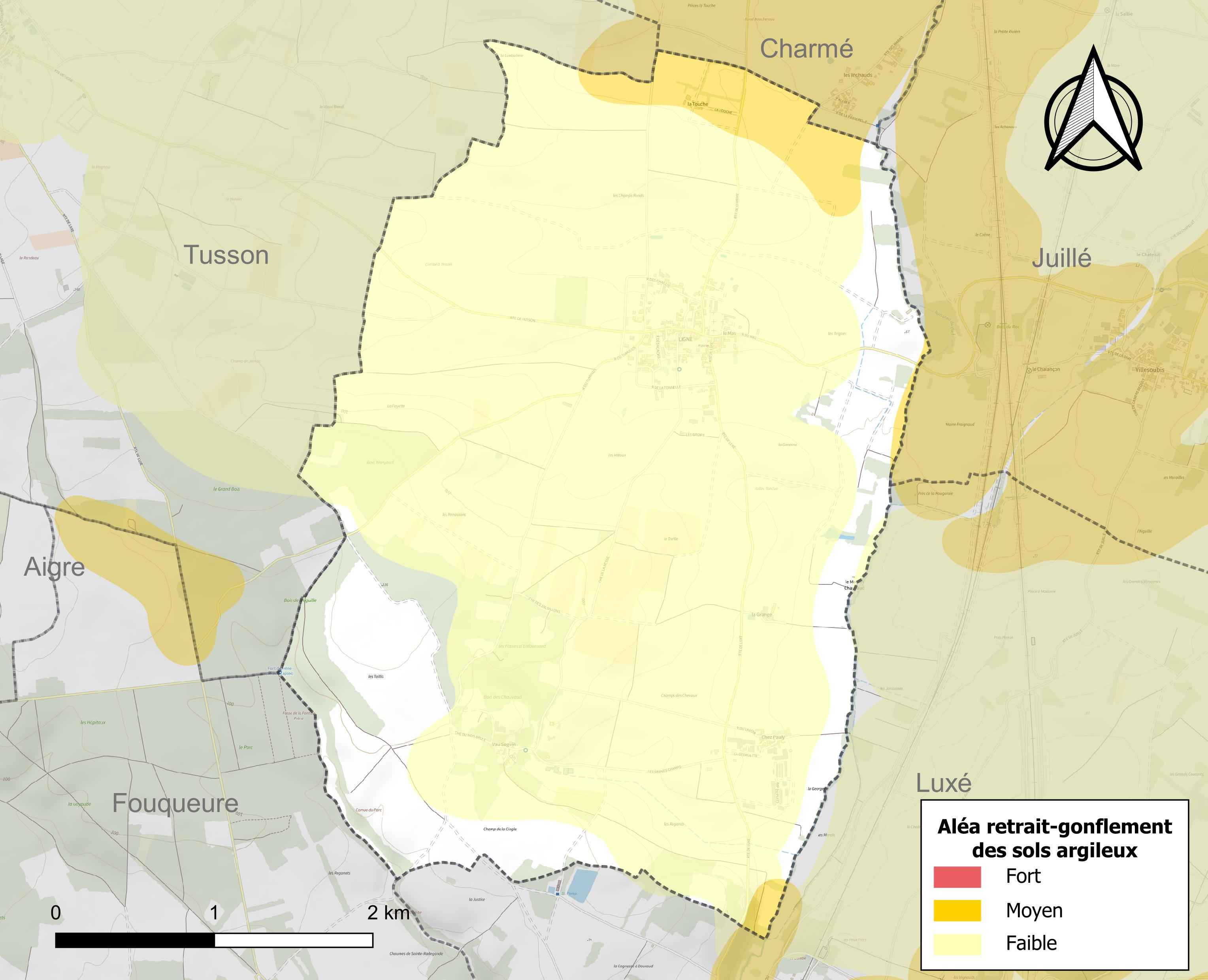
Carte des zones d'aléa retrait-gonflement des sols argileux de Ligné.

Le retrait-gonflement des sols argileux est susceptible d'engendrer des dommages importants aux bâtiments en cas d’alternance de périodes de sécheresse et de pluie. 4,5 % de la superficie communale est en aléa moyen ou fort (67,4 % au niveau départemental et 48,5 % au niveau national). Sur les 115 bâtiments dénombrés sur la commune en 2019, 2 sont en aléa moyen ou fort, soit 2 %, à comparer aux 81 % au niveau départemental et 54 % au niveau national. Une cartographie de l'exposition du territoire national au retrait gonflement des sols argileux est disponible sur le site du BRGM,.
Par ailleurs, afin de mieux appréhender le risque d’affaissement de terrain, l'inventaire national des cavités souterraines permet de localiser celles situées sur la commune.
La commune a été reconnue en état de catastrophe naturelle au titre des dommages causés par les inondations et coulées de boue survenues en 1982 et 1999. Concernant les mouvements de terrains, la commune a été reconnue en état de catastrophe naturelle au titre des dommages causés par des mouvements de terrain en 1999.

#### Risques technologiques
Le risque de transport de matières dangereuses sur la commune est lié à sa traversée par une ou des infrastructures routières ou ferroviaires importantes ou la présence d'une canalisation de transport d'hydrocarbures. Un accident se produisant sur de telles infrastructures est susceptible d’avoir des effets graves sur les biens, les personnes ou l'environnement, selon la nature du matériau transporté. Des dispositions d’urbanisme peuvent être préconisées en conséquence.

## Toponymie
Le nom de la commune est attesté au Moyen Âge sous la forme Leigniaco (non datée précisément).
L'origine du nom de Ligné remonterait à un nom de personne gallo-romain Lemnius, issu du gaulois Lemnos, auquel est apposé le suffixe -acum, ce qui correspondrait à Lemniacum, « domaine de Lemnius »,.
Ligné est au nord de la limite des noms en -ac (dans le Sud de la France) et des noms en -é, -ay ou -y (dans le Nord), qui traverse la France d'ouest en est et le nord-ouest du département de la Charente entre Rouillac/Montigné et Bernac/Londigny.
Sous l'Ancien Régime, la paroisse de Ligné apparaît sur les registres sous le nom de Ligné les Bois. Une explication peut être une francisation fautive à partir du latin lignum signifiant "bois".
Pendant la Révolution, Ligné les Bois s'est appelée Ligné,.

## Histoire
La région de Ligné a été habitée depuis des millénaires ; entre 10 000 et 5 000 ans avant Jésus-Christ, la présence de populations préhistoriques est prouvée par les nombreux dolmens et tumuli alentour, dont le Gros Dognon au sud-ouest du bourg,,.
Au nord de la commune, près de la Touche, quelques objets témoignant d'un site de l'époque gallo-romaine ont été trouvés, ainsi qu'au bourg près de l'église, des objets de l'époque carolingienne.
Sous l'Ancien Régime, la terre de Ligné était possédée pendant de longues années jusqu'à la Révolution par la famille Dumas ou du Mas, qui en avait pris le nom. Cette famille portait comme armoiries : « de gueules à trois têtes de lion couronnées d'or, lampassées de même posées 2 et 1 ».

## Administration

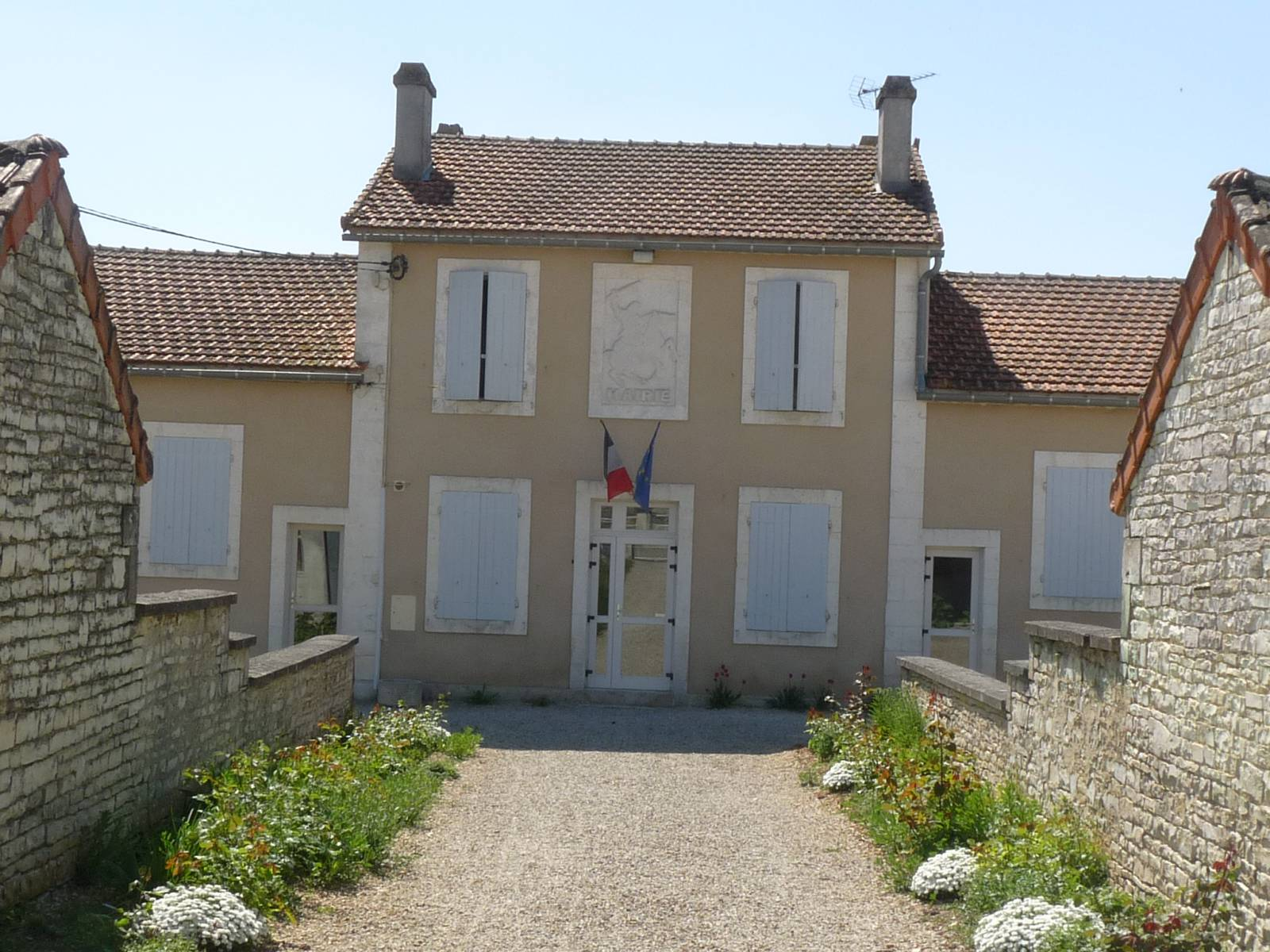
La mairie.

| Période                                  | Période  | Identité              | Étiquette     | Qualité            |
| ---------------------------------------- | -------- | --------------------- | ------------- | ------------------ |
| Les données manquantes sont à compléter. |          |                       |               |                    |
| ....                                     | 1959     | Philippe Montussac    |               |                    |
| 1959                                     | 1961     | Fernand Tallon        | SE            | Agriculteur        |
| 1961                                     | 1983     | Robert Simmonaud      | Rad. puis MRG | Conseiller général |
| 1983                                     | 2001     | Robert Picaud         |               |                    |
| 2001                                     | 2014     | Jean-Paul Martin      | SE            | Retraité           |
| 2014                                     | 2018     | Alain Authier         |               |                    |
| 2018                                     | En cours | Marie-Claire Gagnaire | SE            | Retraitée          |

### Fiscalité
La fiscalité est d'un taux de 13,40 % sur le bâti, 48,57 % sur le non bâti, 6 % pour la taxe d'habitation  et 15 % de taxe professionnelle (chiffres 2007).
La communauté de communes  prélève  2,61 % sur le bâti, 6,06 % sur le non bâti, 1,09 % pour la taxe d'habitation et 1,45 % de taxe professionnelle.

## Démographie

### Évolution démographique
L'évolution du nombre d'habitants est connue à travers les recensements de la population effectués dans la commune depuis 1793. Pour les communes de moins de 10 000 habitants, une enquête de recensement portant sur toute la population est réalisée tous les cinq ans, les populations de référence des années intermédiaires étant quant à elles estimées par interpolation ou extrapolation. Pour la commune, le premier recensement exhaustif entrant dans le cadre du nouveau dispositif a été réalisé en 2008.

En 2022, la commune comptait 146 habitants, en évolution de −9,32 % par rapport à 2016 (Charente : −0,48 %, France hors Mayotte : +2,11 %).
| 1793 | 1800 | 1806 | 1821 | 1831 | 1841 | 1846 | 1851 | 1856 |
| ---- | ---- | ---- | ---- | ---- | ---- | ---- | ---- | ---- |
| 693  | 614  | 627  | 614  | 621  | 597  | 593  | 550  | 544  |

| 1861 | 1866 | 1872 | 1876 | 1881 | 1886 | 1891 | 1896 | 1901 |
| ---- | ---- | ---- | ---- | ---- | ---- | ---- | ---- | ---- |
| 545  | 526  | 518  | 522  | 435  | 449  | 431  | 380  | 343  |

| 1906 | 1911 | 1921 | 1926 | 1931 | 1936 | 1946 | 1954 | 1962 |
| ---- | ---- | ---- | ---- | ---- | ---- | ---- | ---- | ---- |
| 346  | 339  | 284  | 263  | 262  | 265  | 250  | 260  | 250  |

| 1968 | 1975 | 1982 | 1990 | 1999 | 2006 | 2008 | 2013 | 2018 |
| ---- | ---- | ---- | ---- | ---- | ---- | ---- | ---- | ---- |
| 226  | 219  | 216  | 194  | 158  | 167  | 170  | 162  | 157  |

| 2022 | - | - | - | - | - | - | - | - |
| ---- | - | - | - | - | - | - | - | - |
| 146  | - | - | - | - | - | - | - | - |

### Pyramide des âges
La population de la commune est relativement âgée.
En 2018, le taux de personnes d'un âge inférieur à 30 ans s'élève à 21,1 %, soit en dessous de la moyenne départementale (30,2 %). À l'inverse, le taux de personnes d'âge supérieur à 60 ans est de 40,2 % la même année, alors qu'il est de 32,3 % au niveau départemental.
En 2018, la commune comptait 79 hommes pour 78 femmes, soit un taux de 50,32 % d'hommes, légèrement supérieur au taux départemental (48,41 %).
Les pyramides des âges de la commune et du département s'établissent comme suit.
| Hommes | Classe d’âge | Femmes |
| ------ | ------------ | ------ |
| 2,5    | 90 ou +      | 6,4    |
| 5,1    | 75-89 ans    | 19,2   |
| 22,8   | 60-74 ans    | 24,4   |
| 26,6   | 45-59 ans    | 21,8   |
| 15,2   | 30-44 ans    | 14,1   |
| 11,4   | 15-29 ans    | 7,7    |
| 16,5   | 0-14 ans     | 6,4    |

| Hommes | Classe d’âge | Femmes |
| ------ | ------------ | ------ |
| 1      | 90 ou +      | 2,7    |
| 9,2    | 75-89 ans    | 12     |
| 20,6   | 60-74 ans    | 21,3   |
| 20,7   | 45-59 ans    | 20,3   |
| 16,8   | 30-44 ans    | 16     |
| 15,6   | 15-29 ans    | 13,4   |
| 16,1   | 0-14 ans     | 14,3   |

## Économie

### Agriculture
Autrefois la commune de Ligné possédait de belles vignes, qui ont disparu lors de l’invasion phylloxérique à partir de 1876. Ligné a beaucoup perdu à la disparition du vignoble, sa population a diminué de près de moitié depuis cette époque. Actuellement, 37,77 ha sont classés en cru Fins Bois pour la fabrication du cognac.
Actuellement on trouve beaucoup de céréales.

## Équipements, services et vie locale

### Animations et vie associative

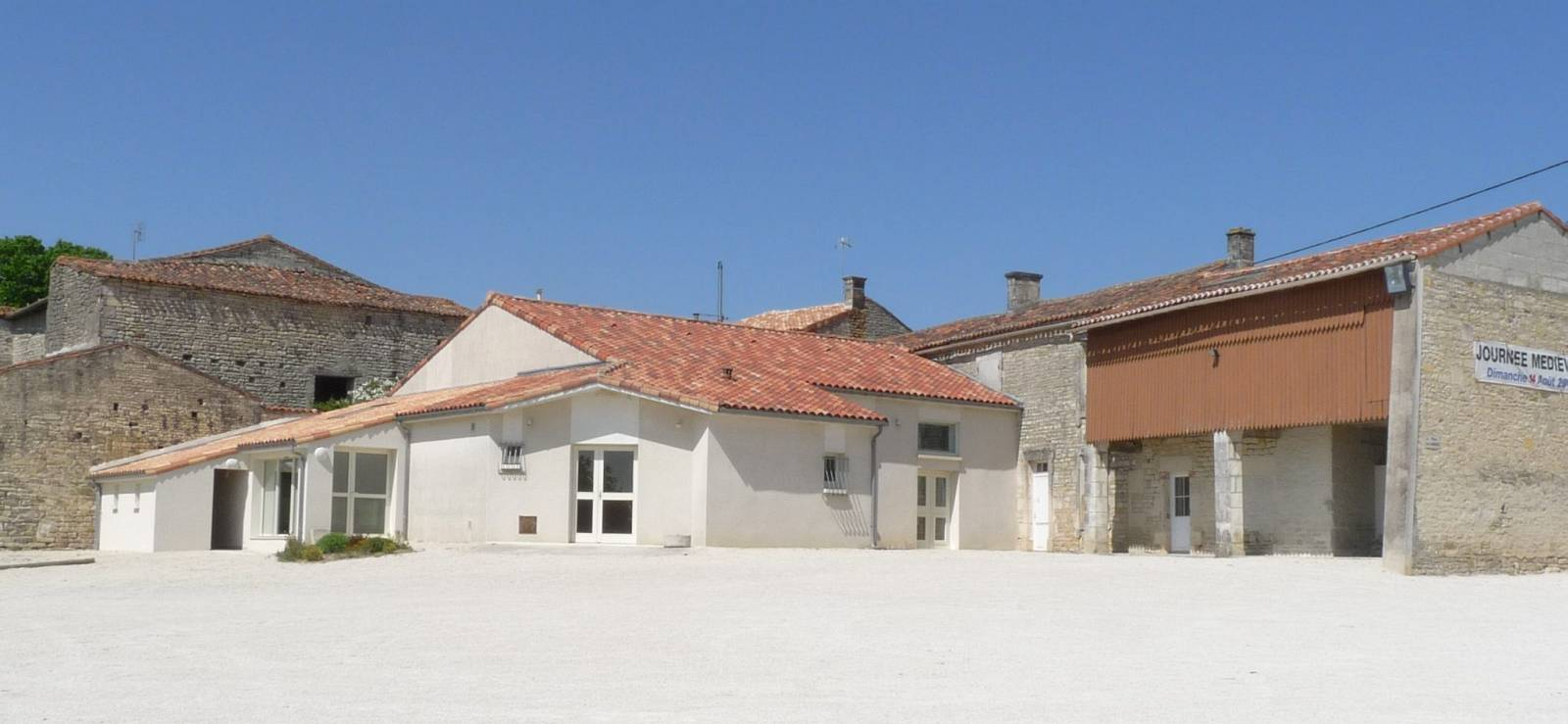
La salle des fêtes.

Quatre associations animent la commune : 
- le Comité des Fêtes, qui a rendu célèbre la cavalcade avec ses chars décorés de fleurs en papier crépon, aujourd’hui remplacée par une fête médiévale,
- l’Amicale des Retraités de Ligné,
- la Société Amicale des Propriétaires et Chasseurs de Ligné, créée en 1936 et qui compte aujourd’hui une trentaine de chasseurs,
- l'Association pour la Sauvegarde du Patrimoine Culturel et Religieux de Ligné, créée en novembre 2001 pour la restauration du mobilier de l’église Notre-Dame de Ligné.

Ces quatre associations se réunissent pour offrir un après-midi récréatif aux enfants de la commune à l’occasion de Noël.

## Lieux et monuments

### Patrimoine religieux

#### Église Notre-Dame
- L'église paroissiale Notre-Dame est un ancien prieuré du XIIe[34].
- Les restes de l'ancien prieuré sont situés près de l'église. Celui-ci fut vendu comme bien national à la Révolution[35].

#### Cimetière des Chevaliers
Le cimetière des Chevaliers renferme 70 pierres tombales des Templiers, caractéristiques de l'époque des croisades (XIIe et XIIIe siècles). Ces pierres sont gravées de croix de religieux, d'étendards, d'épées de chevaliers, d'outils de confréries, etc.
Au milieu de ce cimetière, on peut encore apercevoir le socle d'une ancienne lanterne des morts remplacée, en 1654, par une croix hosannière. Elle est inscrite monument historique depuis 1973,.

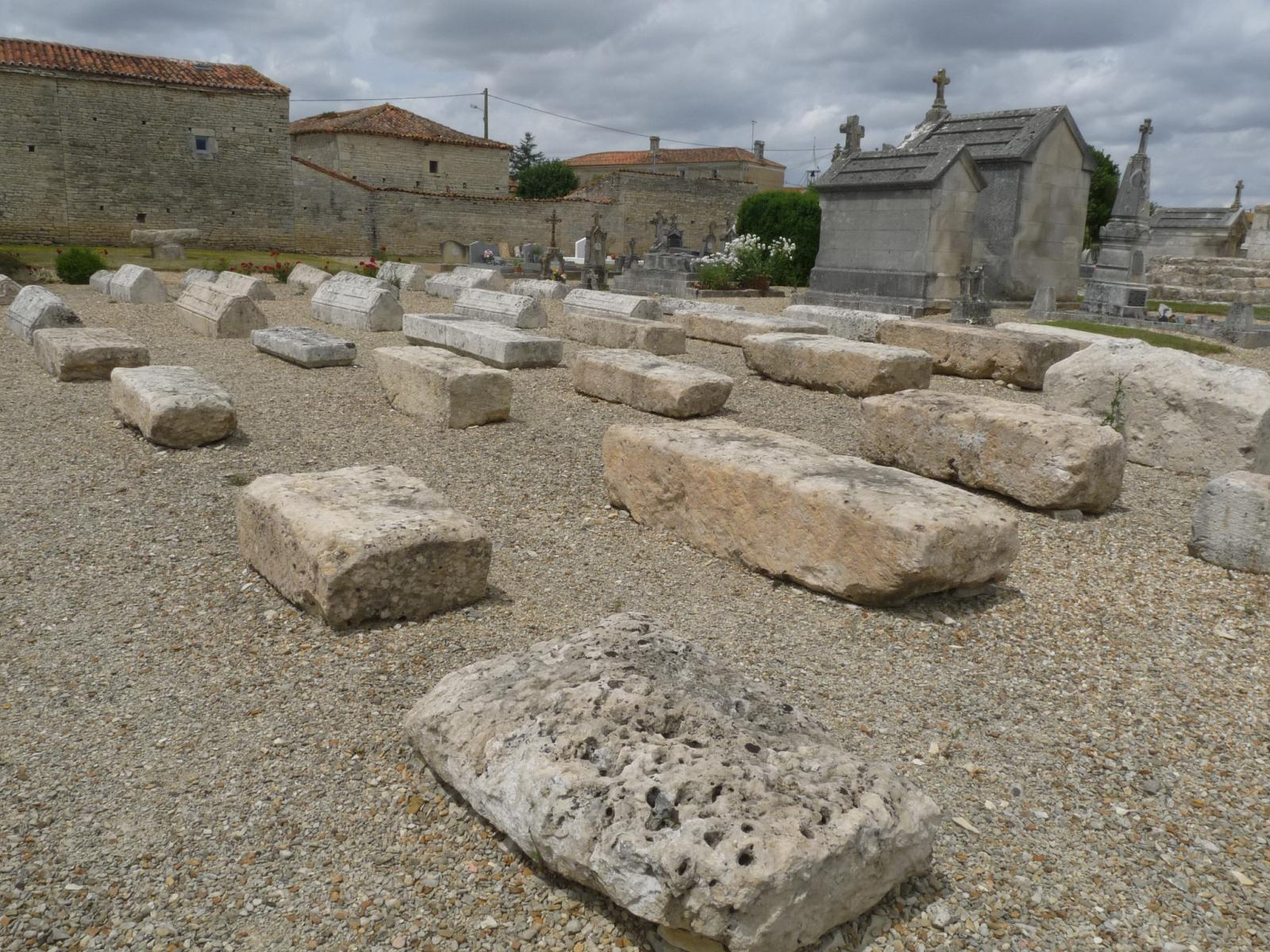
Les tombes médiévales.
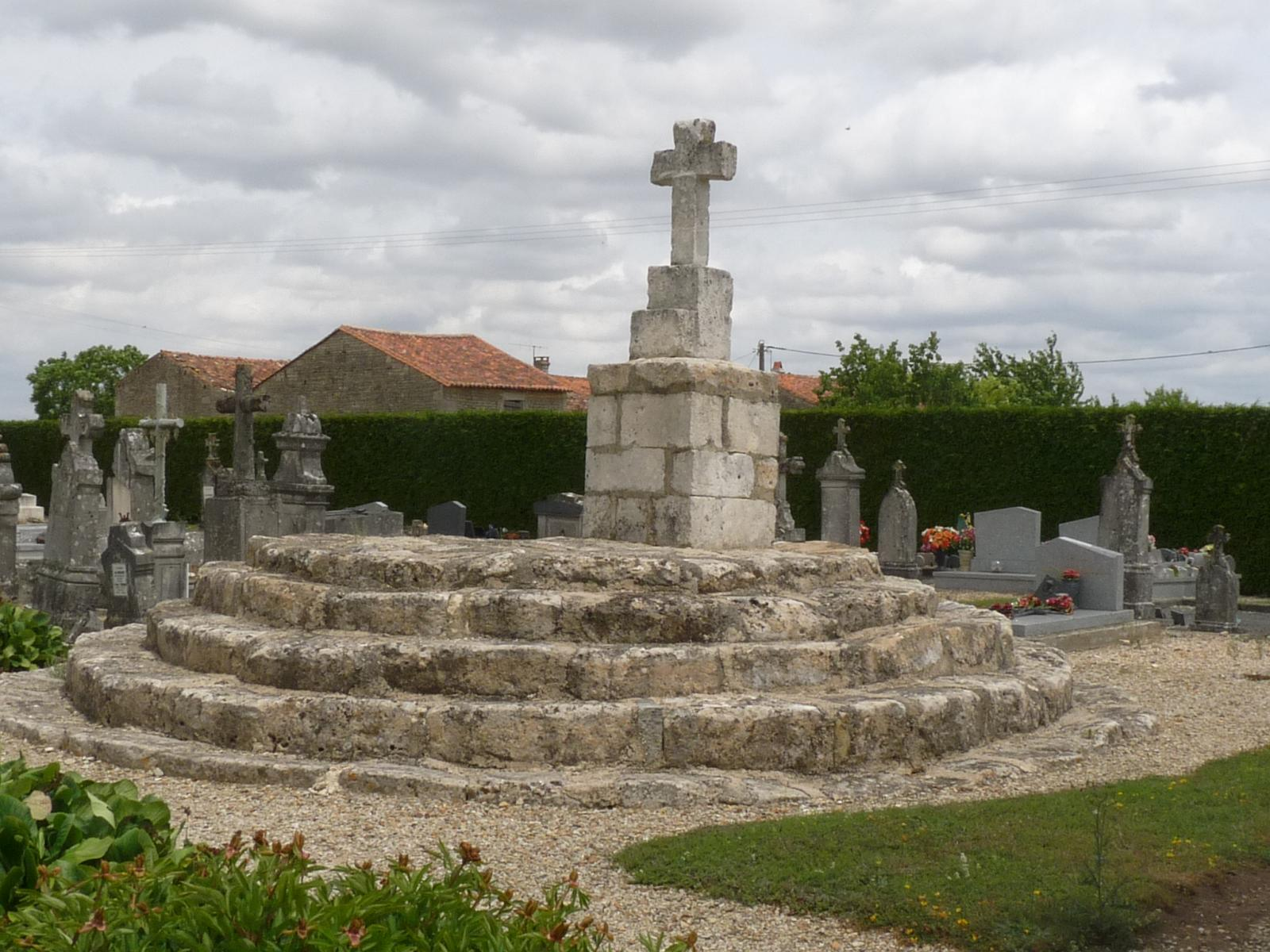
La croix hosannière.

#### Ancien temple protestant
Un ancien temple protestant du XIXe siècle est situé dans le bourg, rappelant la forte présence protestante dans la région.

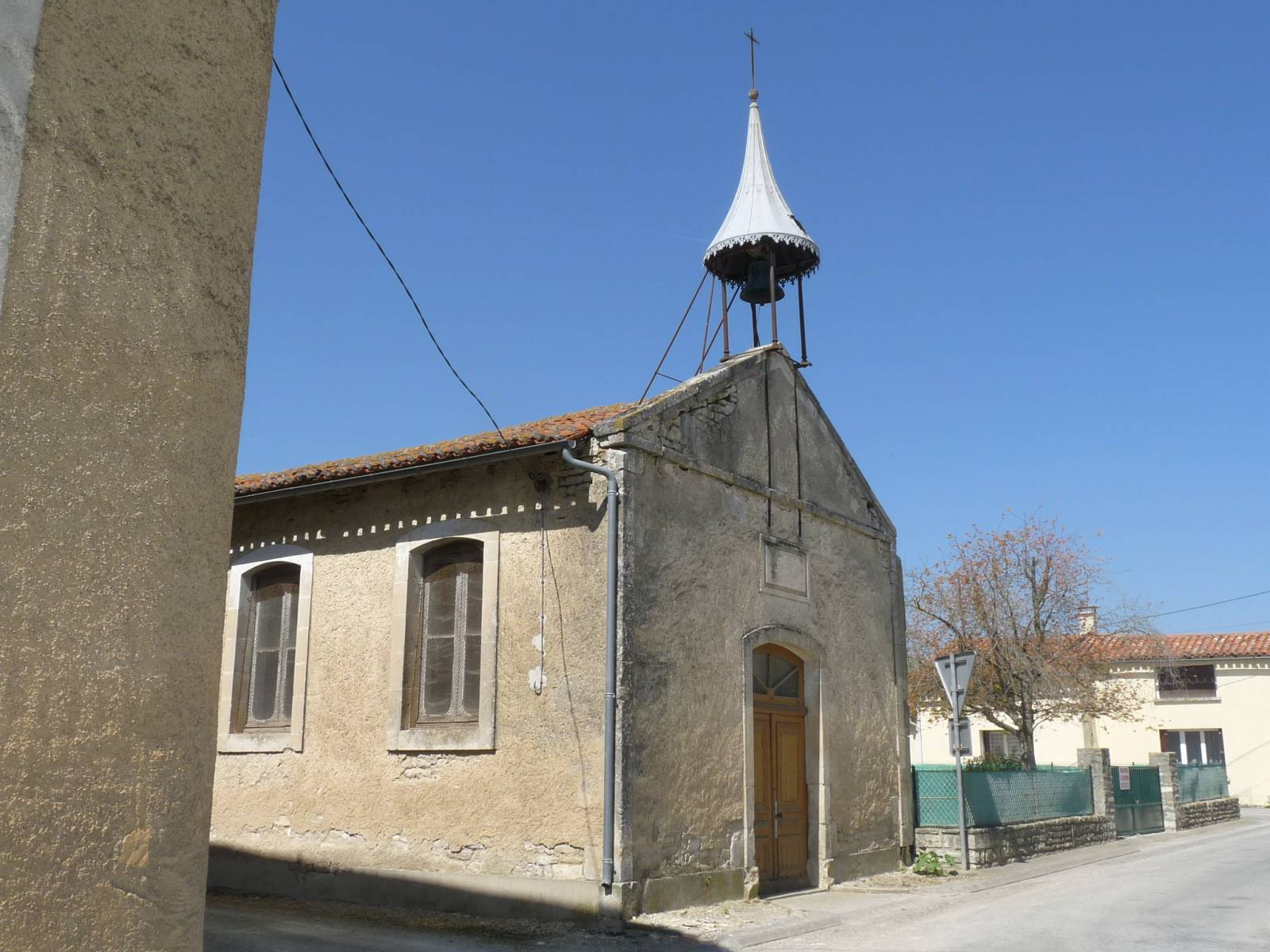
L'ancien temple et son clocher.
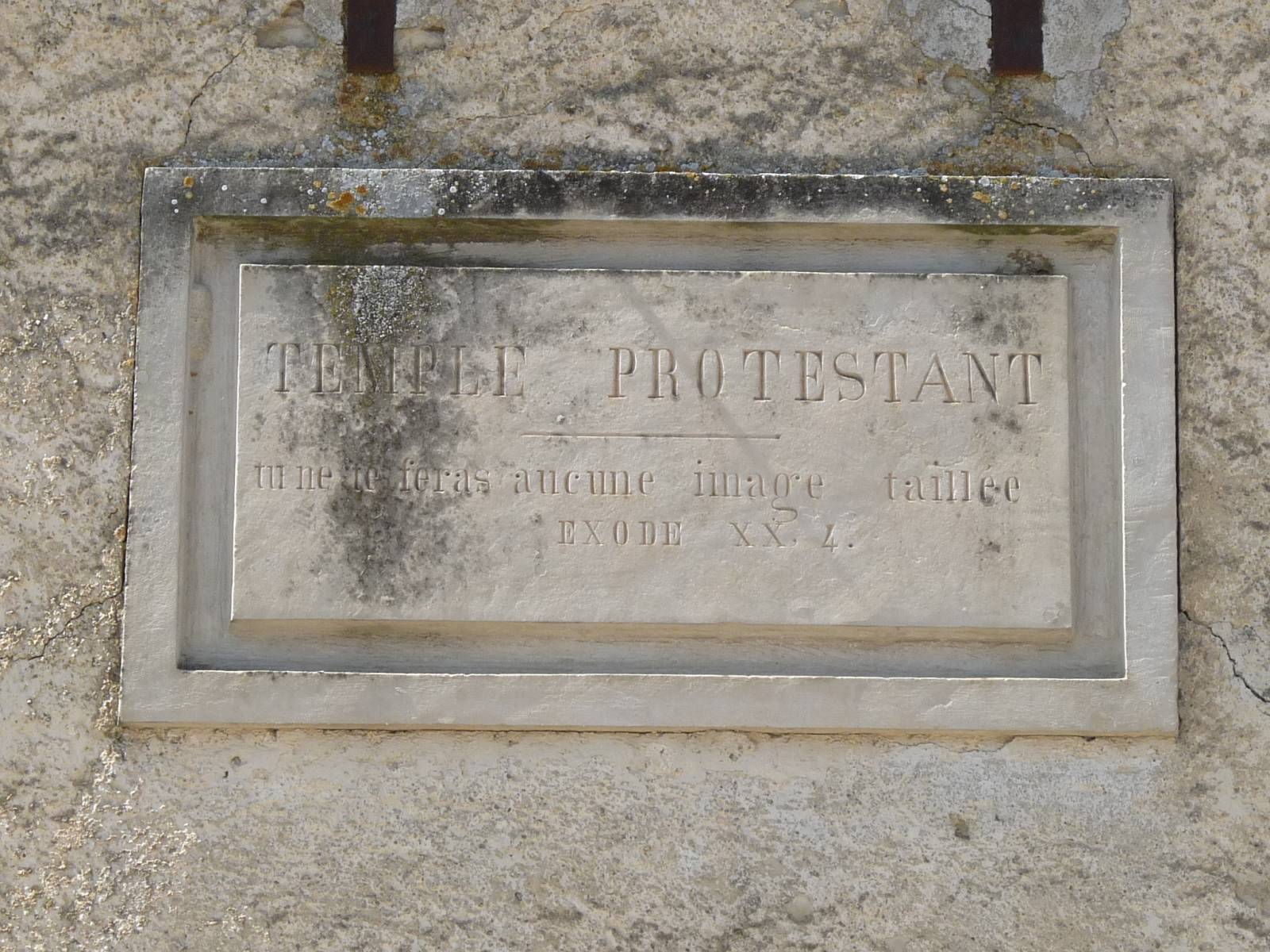
Inscription biblique gravée au-dessus de la porte : « Tu ne feras pas d'image taillée ».

### Patrimoine civil

#### Le Gros Dognon
Le Gros Dognon est un monument funéraire de l’époque néolithique dont la chambre sépulcrale est en partie détruite. Il reste deux supports de la table du dolmen et le couloir d’accès à la salle ou cella. Il s’étale sur une surface d’une centaine de m².
En 1965, il fut dégagé dans ce couloir trois squelettes préhistoriques, corps présumés de chef, enterrés accroupis, qui portaient sous leurs crânes deux magnifiques poignards en silex. Les Gallo-romains puis les Mérovingiens y ont également laissé des traces de leurs civilisations.[réf. nécessaire]

#### Villa gallo-romaine
Au début du christianisme en Gaule, il y avait une villa gallo-romaine située sur la commune. Elle se trouvait au sud du lieu-dit la Touche et s'étendait sur le plateau entre ce village et le bourg.
Trois monnaies antiques trouvées dans la terre permettent de dire approximativement à quelle date elle était habitée. La première pièce est une obole ou petite monnaie grecque. La deuxième est un "Autominianus de Tétricus" frappé vers 272 après Jésus-Christ. La troisième est un "follis" de consécration de l’empereur Constance Chlore frappé à Londres en l’an 306 de notre ère[réf. nécessaire].
Un buste de pierre sculptée, grandeur nature, orne actuellement l’entrée d’une maison dans ce village.

#### Château de Ligné
Le château de Ligné, édifice fortifié du XVe siècle, a beaucoup souffert au cours du temps. Il a été très modifié et séparé en deux parties en 1832. Les Du Mas lui donnèrent leur nom et le conservèrent jusqu'à la fin du XVIIIe siècle.

#### Logis de la Grange
Le Logis de la Grange, dont on connaît pas précisément la date de construction. En 1699, Charles de Lesval, écuyer, sieur de la Grange à Chauveau, en fit faire l'inventaire composant la succession de sa mère. Un nouveau logis fut construit en 1836,.

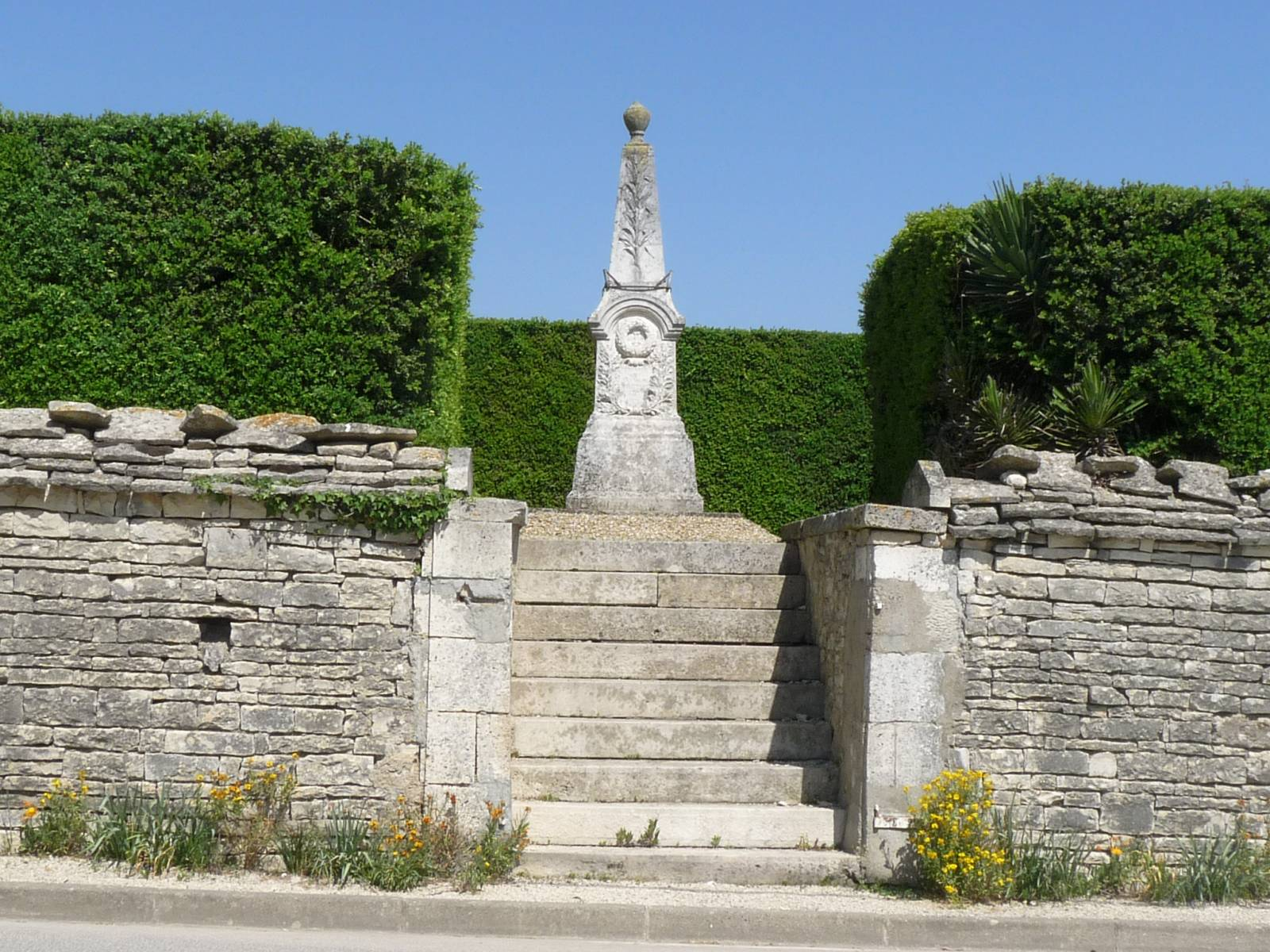
Le monument aux morts.

## Personnalités liées à la commune
- Jean Lavallée (1805-1879), homme politique français né à Ligné.
- Robert Simmonaud, maire de Ligné du 1er mai 1961 au 18 mars 1983, conseiller général du canton d'Aigre de 1967 à 1973, vice-président de la Société archéologique et historique de la Charente, président de la Société d'Encouragement au Bien de la Charente, chevalier dans l'Ordre des Palmes académiques, éminent historien, auteur de nombreuses notices et monographies sur l'histoire locale, les familles, les blasons... C'était également un expert en héraldique. On lui doit l'inventaire Malraux du patrimoine du canton d'Aigre[42].